# Побєда (Дуванський район)
Побє́да (рос. Победа, башк. Победа) — присілок (у минулому селище) у складі Дуванського району Башкортостану, Росія. Входить до складу Сікіязької сільської ради.
Населення — 20 осіб (2010; 14 у 2002).
Національний склад:
- росіяни — 93 %